# Jamie Lawson
Jamie Lawson (St Budeaux, Plymouth, 1 de diciembre de 1975), es un cantautor y músico británico.
Nació y creció en St Budeaux, Plymouth, Inglaterra. Fue el primer artista en ser contratado por el nuevo sello discográfico de Ed Sheeran, Gingerbread Man Records. Lawson es mejor conocido por su exitoso sencillo, «Wasn't Expecting That», y su álbum homónimo que alcanzó el número uno en UK Albums Chart en 2015.
Lawson lanzó dos álbumes de estudio, Last Night Stars y The Pull of the Moon, antes del lanzamiento de su sencillo, «Wasn't Expecting That», en Irlanda en 2011; sin embargo, su éxito no fue más allá de Irlanda. La popularidad de Lawson en el extranjero comenzó en 2015, cuando firmó con Gingerbread Man Records y relanzó su sencillo, «Wasn't Expecting That».

## Biografía y carrera artística

### Primeros años
Jamie Lawson nació en St Budeaux, una zona al noroeste de Plymouth. Asistió a la escuela primaria Barne Barton y posteriormente estudió en el Tamarside Community College. Después de la escuela, Jamie estudió en el Plymouth College of Art & Design y completó un curso básico de ND en Arte y Diseño.
Lawson cogió una guitarra por primera vez a los ocho años como regalo de Navidad. Escribió su primera canción a los quince. Su carrera musical comenzó en una banda de versiones cuando estaba en el instituto. A los diecisiete, Lawson empezó a actuar en pubs y bares del Reino Unido e Irlanda.

### Carrera
Lawson publicó sus primeras maquetas en la plataforma mp3.com. Su canción, «Fussy», tuvo una gran repercusión internacional al ser incluida en la lista de reproducción de la emisora de radio universitaria KLSU de Baton Rouge, Luisiana. La primera versión de esta canción fue en enero de 2001 en el programa de radio The Little Lighthouse de KLSU. Lawson tocaba con frecuencia en el 12 Bar Club de Londres. También tocó en la banda de rock alternativo Haiku con Russell Cleave. Cleave llegó a tocar la batería en las canciones grabadas para el álbum debut de Lawson.
En 2006, lanzó su álbum de estudio debut, Last Night Stars, a través de Allotment Recordings, el sello discográfico independiente que Lawson fundó con Simon Allen y Tom Clues. El 20 de junio de 2010, lanzó su segundo álbum de estudio, The Pull of the Moon, a través de Lookout Mountain. El álbum alcanzó el puesto número 70 en Irish Albums Chart. En 2015, alcanzó el puesto número 9 en Nueva Zelanda.
El sencillo «Wasn't Expecting That» se lanzó por primera vez en YouTube el 3 de enero de 2011. El sencillo pronto se hizo enormemente popular tras sonar en una de las emisoras de radio más importantes de Irlanda, el programa Breakfast Show de Today FM. El 11 de marzo de 2011, lo lanzó en Irlanda, a través de Universal Music Ireland, como el primer sencillo de su tercer álbum de estudio. La canción alcanzó el número 3 en Irish Singles Chart. El 1 de abril de 2011, lanzó su tercer álbum de estudio, Wasn't Expecting That, en Irlanda, a través de Lookout Mountain. El álbum alcanzó el número 11 en Irish Albums Chart. El 30 de septiembre de 2011, lanzó el sencillo «Lucy Rocks», como el segundo sencillo del álbum.
En marzo de 2015, Ed Sheeran reveló que Lawson sería el primer artista en firmar con su nuevo sello, Gingerbread Man Records. El 3 de abril de 2015, Lawson relanzó el sencillo «Wasn't Expecting That». El sencillo alcanzó el puesto número 3 en Australia y el número 7 en Nueva Zelanda. El 21 de mayo, se confirmó que Lawson es el primer artista en ser contratado por el sello recién formado de Sheeran. El sencillo alcanzó la posición número 6 en las listas del Reino Unido el 8 de octubre de 2015 y fue certificado plata el 20 de noviembre de 2015 por la Industria Fonográfica Británica. Más tarde, en 2016, Jamie Lawson ganó el prestigioso premio Ivor Novello a «Mejor canción musical y líricamente», superando a su mentor y amigo Ed Sheeran en el preciado premio Ivor Novello.
El álbum homónimo de Lawson, Jamie Lawson, se lanzó mundialmente el 16 de octubre de 2015 bajo el sello Gingerbread Man Records. El álbum incluye «Wasn't Expecting That» como sencillo principal, junto con «Ahead of Myself» y «Cold in Ohio» como segundo y tercer sencillo. El álbum fue certificado disco de oro por la Industria Fonográfica Británica, con ventas de 100.000 copias.
Lawson fue telonero de Sheeran en su gira X Tour en marzo y abril de 2015. También fue telonero de One Direction en su gira On the Road Again de 2015 por el Reino Unido e Irlanda. Lawson hizo su primera aparición en televisión estadounidense en The Ellen DeGeneres Show el 10 de noviembre de 2015.
En agosto de 2016, Lawson apareció como artista invitado en la telenovela australiana Neighbours, cantando «Wasn't Expecting That».
En noviembre de 2016, Lawson reveló a través de sus redes sociales que había pasado 12 días en el estudio de grabación Sunset Sounds en California grabando 15 canciones para su próximo álbum. Posteriormente, durante una sesión de preguntas y respuestas en Facebook, reveló que el álbum estaba previsto para su lanzamiento antes del verano en Reino Unido (marzo de 2017).
En agosto de 2017, Lawson publicó un vídeo en el que hablaba con Ed Sheeran, anunciando su sencillo «Can't See Straight», de su álbum Happy Accidents, que se lanzó el 29 de septiembre de ese año.

## Discografía

### Álbumes
- 2003: Last Night Stars
- 2010: The Pull of the Moon
- 2011: Wasn't Expecting That
- 2015: Jamie Lawson
- 2017: Happy Accidents
- 2019: The Years in Between

### EP
- 2002: The Small Wish
- 2002: The Kitchen Songs
- 2008: Real Thing
- 2013: Between Each Breath

## Giras musicales
- X Tour (Ed Sheeran) (2014–2015)[18]
- On the Road Again Tour (One Direction) (2015)[19]
- The Fire and the Flood Tour (Vance Joy) (2016)[20]
- ÷ Tour (Ed Sheeran) (2017–2019)[21]